# Giorgio Mondini
Giorgio Mondini és un pilot de curses automobilístiques suís que va arribar a disputar curses de Fórmula 1 i de les 24 hores de Le Mans.
Giorgio Mondini va néixer el 19 de juliol del 1980 a Ginebra, Suïssa.
Giorgio va començar la seva carrera esportiva a l'edat de 21 anys, quan va acabar 26º a la Fórmula Renault 2000 Eurocup.
L'any 2002, va obtenir la 17a posició. A l'any següent, 2003 va canviar a la modalitat de Fórmula Renault V6 Eurocup en la qual va acabar setè. En el 2004 va ser proclamat campió amb tres victòries, tres pole positions i un total de vuit pòdiums.
A l'any següent es va canviar a la modalitat Renault World Sèries amb l'equip Eurointernational abans de canviar a la GP2, amb l'equip David Price Racing. A més és pilot de proves de l'equip de A1GP de Suïssa.
Al desembre del 2005, Mondini va tenir l'oportunitat de provar el R25 de l'equip Renault F1 en haver guanyat la Fórmula Renault V6. El 3 de febrer de 2006 va ser anunciat com a tercer pilot de l'equip de Fórmula 1 MF1 Racing, que participaria en nou de dinou carreres.
A la pretemporada de la Temporada 2011 de Fórmula 1 va provar amb l'equip Hispania Racing.

## A la F1
Giorgio Mondini va participar en els entrenaments el divendres com a tercer pilot de Midland en un total de nou curses puntuables pel campionat de la F1 de la 2006) no podent participar en cap cursa de forma oficial.

### Resultats a la Fórmula 1
| Any  | Equip                 | Xassís   | Motor  | 1   | 2          | 3   | 4          | 5   | 6          | 7          | 8          | 9          | 10         | 11  | 12  | 13  | 14         | 15         | 16  | 17  | 18  | Posició | Punts |   |
| ---- | --------------------- | -------- | ------ | --- | ---------- | --- | ---------- | --- | ---------- | ---------- | ---------- | ---------- | ---------- | --- | --- | --- | ---------- | ---------- | --- | --- | --- | ------- | ----- | - |
| 2006 | Midland F1, Spyker F1 | Red Bull | Toyota | BHR | MAL P.Res. | AUS | SMR P.Res. | EUR | ESP P.Res. | MON P.Res. | GBR P.Res. | CAN P.Res. | USA P.Res. | FRA | ALE | HON | TUR P.Res. | ITA P.Res. | XIN | JAP | BRA |         | -     | 0 |

### Resum
| Curses: | Victòries: | Pòdiums: | Poles: | Voltes ràpides: | Punts: |
| ------- | ---------- | -------- | ------ | --------------- | ------ |
| 0 (9)   | 0          | 0        | 0      | 0               | 0      |